# Powder Blues Band
Powder Blues Band (с англ. — «Пороховая блюзовая группа») — блюзовая группа, сформированная в Ванкувере, Канада в 1974 году. Лауреат Blues Music Awards в номинации «Группа года» (1986). Лауреат премии Джуно как наиболее многообещающая группа (1981). Называется как «ведущая блюзовая группа Канады на протяжении четырёх десятилетий». Музыка группы сплавляет «элементы свинга, блюза, джаза, рок-н-ролла и ритм-энд-блюза в их уникальное и мгновенно узнаваемое звучание».

## История
The Powder Blues Band была создана в 1978 году в Ванкувере братьями Томом Лавином (гитара, вокал), Джеком Лавиным (бас, вокал) и Вилли Маккалдером (клавишные, вокал). После полутора года выступлений в клубах, группа за свой счёт выпустила дебютный альбом Uncut в 1979 году — лейблы игнорировали группу в связи тем, что блюз был по их мнению непопулярен. Самостоятельно продавая альбом, музыканты сумели за  несколько недель продать 30 тысяч экземпляров, после чего лейблы начали соревноваться за право подписать контракт с группой. Выиграла RCA и перевыпустила альбом, и этот альбом в 1982 году стал дважды «платиновым» в Канаде, будучи продан в количестве более 200 тысяч копий.  В 1981 году группа стала обладателем премии Джуно. Затем группа отправилась в турне по Канаде и США. Второй альбом группы Thirsty Ears, вышедший в 1981 году стал «платиновым».
Группа выступала на джазовом фестивале в Монтрё в 1983 году, гастролировала в США и Европе с такими звёздами как Вилли Диксон, Джон Ли Хукер, Би Би Кинг, Джеймс Браун, Альберт Коллинз, Джеймс Коттон и Стиви Рэй Вон, The Who, ZZ Top, The Doobie Brothers, Эдгаром Винтером и Tower of Power.
В 1986 году группа была признана блюзовой группой года на церемонии Blues Music Awards (в том году премия вручалась одной американской группе, которой стала The Fabulous Thunderbirds и одной иностранной).
Сборник песен группы First Decade 1990 года стал «золотым» в Канаде. В том же году группа посетила с гастролями Советский Союз.
Сейчас группа известна под названием Tom Lavin and the Legendary Powder Blues, и по состоянию на 2024 год продолжает выступать и гастролировать. Последний CD группы под названием blues + jazz = BLAZZ! вышел на Blue Wave Records в 2004 году. Группа продолжает регулярно гастролировать и никогда не играла менее 40 концертов, а иногда и до 300 концертов за каждый год выступлений.
Национальный канадский исторический музей имеет в распоряжении коллекцию артефактов группы, признавая её историческую ценность.

## Дискография

### Синглы
- «Doin' It Right» — 1980 #40 Can[5]
- «Boppin' with the Blues» — 1980 #88 Can[6]
- «What’ve I Been Drinkin» — 1980 #28 CanAC[7]
- «Hear That Guitar Ring» — 1981 #22 Can-CanCon[8] #22 Can-AOCanCon[9]
- «Lovin' Kissin' & Huggin'» — 1981 #47 Can[10]
- «Thirsty Ears» — 1981 #17 Can[11]
- «Farmer John» — 1983
- «I’m on the Road Again» — 1985

### Студийные альбомы
- 1979 Uncut (Blue Wave) (#5 Can.[12])
- 1980 Uncut [перевыпуск] (RCA)
- 1981 Thirsty Ears (Liberty/Capitol-EMI) (#11 Can.[13])
- 1982 Party Line (Liberty/Capitol-EMI) #36 Can.[14]
- 1983 Powder Blues (Liberty/Capitol-EMI)
- 1983 Red Hot/True Blue (RCA) #88 Can [15]
- 1984 Live At Montreux (Blue Wave)
- 1990 First Decade/Greatest Hits (WEA)
- 1993 Let’s Get Loose (WEA)
- 1997 Live At Montreux [CD re-issue] (Peerless)
- 1997 Lowell Fulson with the Powder Blues Band (Stony Plain)
- 2002 Swingin' the Blues (Blue Wave)
- 2004 Blues + Jazz = BLAZZ! (Blue Wave)